# Змислувка (Лежайський повіт)
Змислувка (пол. Zmysłówka) — село в Польщі, у гміні Гродзисько-Дольне Лежайського повіту Підкарпатського воєводства.
Населення — 570 осіб (2011).
У 1975-1998 роках село належало до .

## Демографія
Демографічна структура станом на 31 березня 2011 року:
|          | Загалом | Допрацездатний вік | Працездатний вік | Постпрацездатний вік |
| -------- | ------- | ------------------ | ---------------- | -------------------- |
| Чоловіки | 275     | 49                 | 189              | 37                   |
| Жінки    | 295     | 68                 | 160              | 67                   |
| Разом    | 570     | 117                | 349              | 104                  |